# Bläulichvioletter Tatzenkäfer
Der Bläulichviolette Tatzenkäfer (Timarcha goettingensis), auch als Ledriger Blattkäfer oder Kleiner Tatzenkäfer bekannt, ist ein Käfer aus der Familie der Blattkäfer (Chrysomelidae).

## Beschreibung
Die Käfer besitzen eine Körperlänge von 8–11 mm. Sie haben einen blauschwarzen bis schwarzviolett schimmernden kugelförmigen Körper. Die Flügeldecken haben eine leichte punktförmige Strukturierung und sind in der Mitte zusammengewachsen, was die Käfer flugunfähig macht. Sie haben kräftige Fühler, die aus kugelrunden Gliedern bestehen. An den Beinen haben sie je drei kurze, aber sehr breite Fußglieder, ein schmaleres Fußglied und schließlich ein Krallenpaar. Diese "dicken Füße" geben dem Käfer seinen Namen. Timarcha goettingensis ist im Vergleich zu der größeren, verwandten Art Timarcha tenebricosa gedrungener.

## Verbreitung
Das Verbreitungsgebiet von Timarcha goettingensis reicht in Europa von Süd-Fennoskandinavien bis zu den Pyrenäen. Auf den Britischen Inseln ist die Art vertreten.
Die Käfer bevorzugen Magerrasen und Trockenrasen als Lebensraum.

## Lebensweise
Sie sind behäbig, aber schon sehr zeitig im Frühling unterwegs und bis in den Spätherbst zu beobachten.
Die Weibchen legen normalerweise im Sommer ihre Eier in Labkraut (Galium) ab, von dem sich sowohl die Larven als auch die Käfer ernähren. Die Käferlarven benötigen 1–3 Jahre für ihre Entwicklung.

## Taxonomie
Früher trug die Käferart den wissenschaftlichen Namen Timarcha coriaria Laicharting, 1781. Weitere Synonyme in der Literatur sind:
- Chrysomela coriaria Laicharting, 1781
- Chrysomela goettingensis Linnaeus, 1758
- Chrysomela violaceo-nigra De Geer, 1775